# Wideokonferencja

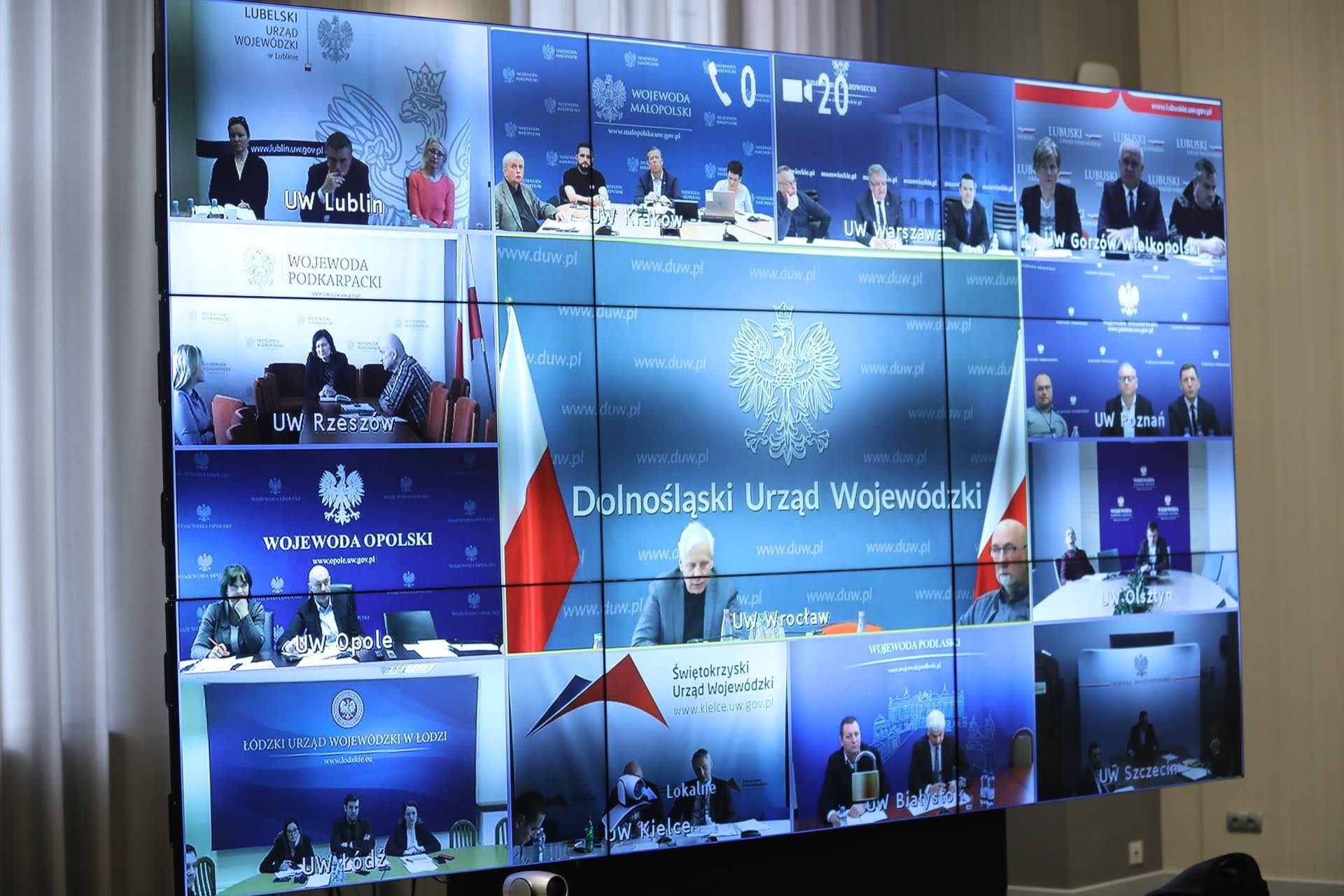
Wideokonferencja

Wideokonferencja – interaktywna komunikacja multimedialna, realizowana zazwyczaj za pomocą komputerów, polegająca na przesyłaniu z dużą prędkością obrazu oraz dźwięku w czasie rzeczywistym pomiędzy odległymi lokalizacjami. Osoby posiadające sprzęt umożliwiający wykorzystywanie wideokonferencji mogą między sobą rozmawiać i jednocześnie widzieć się nawzajem.

## Zastosowanie i wymagania

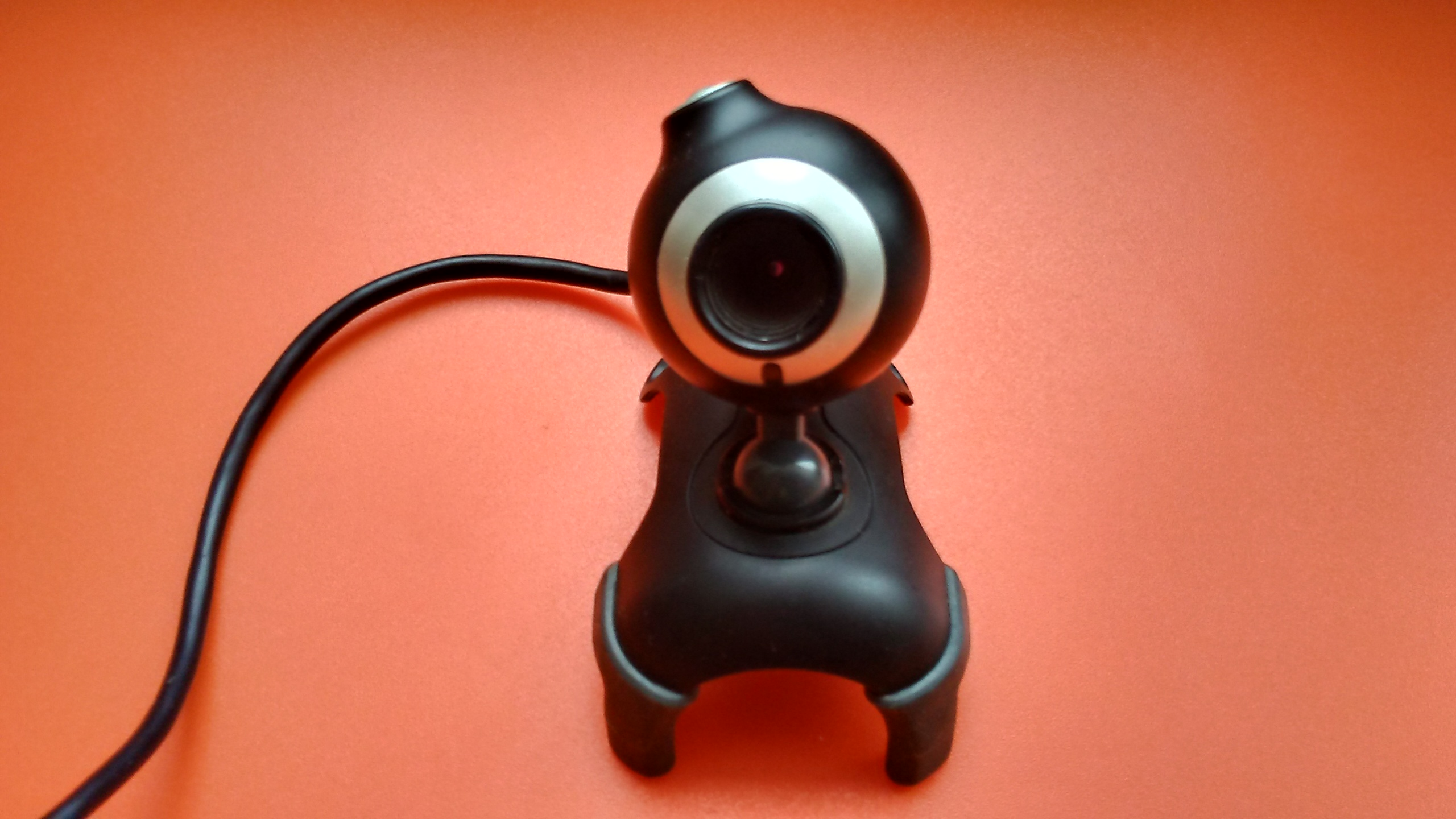
Zewnętrzna kamera internetowa podłączana do komputera złączem USB

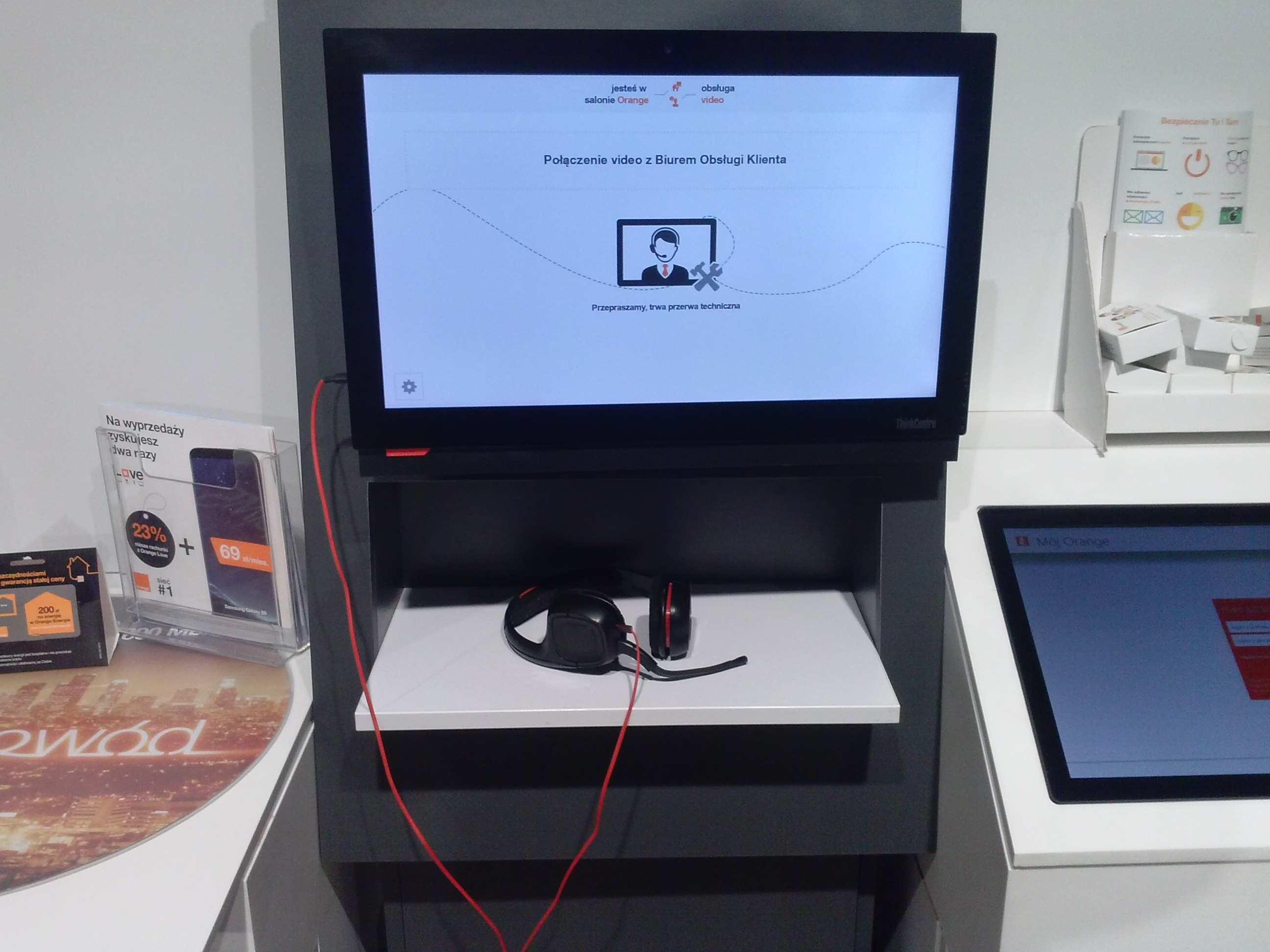
Stanowisko do połączeń wideo z obsługą klienta w salonie operatora telefonii komórkowej

Podobnie jak telekonferencja daje możliwość prowadzenia rozmów z wieloma użytkownikami jednocześnie. Różnicą jest to, że rozmowy prowadzone są za pomocą komputera z kamerą internetową, smartfonu lub tabletu. Dodatkową zaletą jest możliwość wyświetlania jakiegoś procesu systemowego, np. dokumentu, prezentacji, grafiki, filmu czy strony internetowej (w zależności od używanego oprogramowania).
Stanowisko uczestnika wideokonferencji musi być wyposażone w komputer lub urządzenie mobilne z łączem telekomunikacyjnym o szybkości min. 128 kb/s, kamerę wideo, mikrofon i głośniki, zestaw słuchawkowy lub zestaw głośnomówiący oraz odpowiednie oprogramowanie (lub aplikację mobilną) umożliwiające usługę wideokonferencji, którym najczęściej jest komunikator internetowy (np. Skype, AQQ).
Efektywność systemów konferencji mierzona jest w czasie rzeczywistym w klatkach na sekundę.
Coraz częściej spotykanym rozwiązaniem jest przeniesienie wideokonferencji do Internetu (webkonferencja). Wtedy do obsługi wystarczy komputer podłączony do internetu.

## Krytyka
Ta forma może utrudniać komunikacje ze względu na trudności w ustalaniu nadawców i odbiorców wypowiedzi, problemy z rozpoznawaniem emocji i intencji oraz zmniejszone zaufanie do współpracowników.